# Muiderbergse twee
De Muiderbergse twee conventie (ook wel; Muiderbergse Twee Opening) is een biedconventie in het bridgespel, bedacht door Onno Janssens en Willem Boegem. Het Nederlandse bridgeteam gebruikte deze conventie toen het in 1993 de wereldtitel veroverde. Sindsdien heeft deze conventie zich als een olievlek verspreid door alle lagen van de Nederlandse bridge-bevolking.
Door tegen buitenlanders te spelen, maakt men kennis met andere biedafspraken, die men conventies noemt. Zo nam Kees Tammens ooit de Poolse Wilkosz 2♦-opening over, hetgeen een zwakke hand met twee vijfkaarten aangaf, waarbij minimaal een 5-kaart ♥ of ♠ moest zitten. Aangezien dat niet zo vaak voorkomt, maakten Janssens en Boegem hierop een variant waarmee een hand met een 5-kaart ♥ of ♠ in combinatie met een vierkaart (of langer) in ♣ of ♦ met 2 ♥ of ♠ kon worden geopend. De openaar geeft hiermee ook aan dat hij maximaal 10 punten heeft. De bieding is defensief bedoeld, dat wil zeggen om het bieden voor de tegenstanders moeilijker te maken. Mocht de partner van de openaar een sterke hand hebben, dan biedt hij meestal 2 sans-atout, hetgeen manche-forcing is. Hierna kan de openaar zijn hand verder omschrijven.
Als openaar een 6-kaart in ♥ of ♠ heeft, zal hij anders openen. Als hij een 5-kaart ♥ of ♠ heeft zonder een 4-kaart ♣ of ♦, zal hij passen.
De Muiderberg-conventie is vernoemd naar de stad, waar Janssens woonde toen hij de conventie bedacht.
Het antwoordenschema is
- 2SA: relay (forcing) vraagt naar de lage kleur
- 3♣: niet sterk met beide lage kleuren
- 3♦: inviterend voor de hoge kleur
- 3/4 in de hoge kleur: preëmptief
- Andere biedingen: natuurlijke betekenis

Na 2SA zijn er verschillende aanpakken mogelijk. Meestal wordt de lengte van de lage kleur aangegeven. Er wordt dan 3♣/♦ geboden met een vierkaart, 3♥/♠ met een vijfkaart ♣/♦, 4♣/♦ met een zeskaart of langer en 3SA met beide lage kleuren (en dus een renonce in de andere hoge kleur). Een andere aanpak is om met 3♣/♦ een minimum aan te geven en met 3♥/♠ een maximum.
Deze conventie wordt vaak in combinatie met de Multi gespeeld.
Jan van Cleeff, hoofdredacteur van Bridge Magazine IMP, schreef een boek: 'De Muiderbergse Twee'.